# Kana Nakanishi
Pour les articles homonymes, voir Nakanishi.
Kana Nakanishi (中西香菜, Nakanishi Kana, née le 4 juin 1997 à Osaka, au Japon) est une chanteuse et idole japonaise du Hello! Project, membre depuis 2011 du groupe de J-pop S/mileage renommé Angerme en 2015.

## Biographie
En août 2011, Kana Nakanishi est choisie par le producteur Tsunku après une audition nationale pour rejoindre S/mileage, avec quatre autres nouvelles membres. Elle participe également au groupe Mobekimasu avec les autres membres du H!P durant les mois qui suivent.

## Groupes
Au sein du Hello! Project
- S/mileage (2011–2019)
- Hello! Project Mobekimasu (2011)

## Discographie

### Avec S/mileage / Angerme
Singles
- 28 septembre 2011 : Tachia Girl
- 28 décembre 2011 : Please Miniskirt Post Woman
- 1er février 2012 : Chotto Matte Kudasai!
- 2 mai 2012 : Dot Bikini
- 22 août 2012 : Suki yo, Junjō Hankōki
- 28 novembre 2012 : Samui ne
- 20 mars 2013 : Tabidachi no Haru ga Kita
- 3 juillet 2013 : Atarashii Watashi ni Nare! / Yattaruchan
- 18 décembre 2013 : Ee ka!? / "Ii Yatsu"
- 30 avril 2014 : Mystery Night! / Eighteen Emotion
- 20 août 2014 : Aa Susukino/Chikyuu wa Kyou mo Ai wo Hagukumu
- 4 février 2015 : Taikibansei / Otome no Gyakushuu
- 22 juillet 2015 : Nanakorobi Yaoki / Gashinshoutan / Mahoutsukai Sally
- 11 novembre 2015 : Desugita Kui wa Utarenai / Dondengaeshi / Watashi
- 27 avril 2016 : Tsugitsugi Zokuzoku / Itoshima Distance / Koi Nara Tokku ni Hajimatteru
- 19 octobre 2016 : Umaku Ienai / Ai no Tame Kyou Made Shinkashite Kita Ningen, Ai no Tame Subete Taikashita Ningen / Wasurete Ageru
- 21 juin 2017 : Ai Sae Areba Nanni mo Iranai / Namida Iro no Ketsui / Majokko Megu-chan
- 13 décembre 2017 : Manner Mode / Kisokutadashiku Utsukushiku / Kimi Dake ja nai sa...friends (DVD single)
- 9 mai 2018 : Nakenai ze・・・Kyoukan Sagi / Uraha=Lover / Kimi Dake ja nai sa...friends (2018 Acoustic Ver.)
- 31 octobre 2018 : Tade Kuu Mushi mo Like it! / 46okunen LOVE
- 10 avril 2019 : Koi wa Accha Accha / Yumemita Fifteen
- 20 novembre 2019 : Watashi wo Tsukuru no wa Watashi / Zenzen Okiagarenai SUNDAY

Albums
- 30 mai 2012 : S/mileage Best Album Kanzenban 1
- 22 mai 2013 : 2 Smile Sensation
- 25 novembre 2015 : S/mileage / Angerme Selection Album "Taiki Bansei"
- 15 mai 2019 : Rinnetenshou ~ANGERME Past, Present & Future~

### Autres participations
- 16 novembre 2011 : Busu ni Naranai Tetsugaku (avec Hello! Project Mobekimasu)

## Filmographie
films
- 2012 : Kaidan Shin Mimibukuro Igyou (怪談新耳袋・異形) (Mana)

Dramas
- 2011–2012 : HELLO! PRO TIME (ハロプロ！ＴＩＭＥ)
- 2012 : S/mileage no Sono Joshiki Choto Mate Kudasai! (スマイレージのその常識チョトマテクダサイ!)

## Autres
DVD
- 2013 : Sweet Kana

## Liens
- (ja) Profil officiel avec Angerme